# Hoàng tử quái vật
Kaibutsu kun (怪物くん Kaibutsu kun) là một bộ truyện tranh Nhật Bản của tác giả Fujiko Fujio được sáng tác từ năm 1965 với mục đích ban đầu dành cho lứa tuổi thiếu nhi. Tác phẩm sau đó đã được chuyển thể thành các tập phim hoạt hình ngắn, dài cùng các thể loại khác như kịch, trò chơi điện tử.

## Nhân vật
- Kaibutsu Tarō (怪物太郎, Quái Vật Thái Lang) 
  - Seiyū: Shiraishi Fuyumi ('68), Nozawa Masako ('80)
- Ichikawa Hiroshi (市川ヒロシ, Thị Xuyên Hoành) 
  - Seiyū: Matsushima Minori ('68), Miwa Katsue ('80)
- Ichikawa Utako (市川歌子, Thị Xuyên Xúc Tử)
  - Seiyū: Mukai Mariko ('68), Kawashima Chiyoko ('80)
- Dracula (ドラキュラ, Dorakyura)
  - Seiyū: Ohtake Hiroshi ('68), Kimotsuki Kaneta ('80)
- Wolfman (オオカミ男, Ookami-Otoko)
  - Seiyū: Kanemoto Shingo ('68), Kamiyama Takuzou ('80)
- Franken (フランケン, Furanken)
  - Seiyū: Imanishi Masao ('68), Sagami Taro→ Kanemoto Shingo ('80)
- Kaibutsu Daiō (怪物大王, Đại vương Quái vật)
  - Seiyū: Kanai Dai ('80)
- Kaiko-chan (怪子ちゃん)
  - Seiyū: Masuyama Eiko ('68, '80)
- Bác sĩ Noh (ドクター・ノオ, Dokutā Noo)
  - Seiyū: Nomoto Reizō ('80)
- Banno (番野, Ba Dã)
  - Seiyū: Suzuki Kiyonobu ('80)